# Illot de la Galera

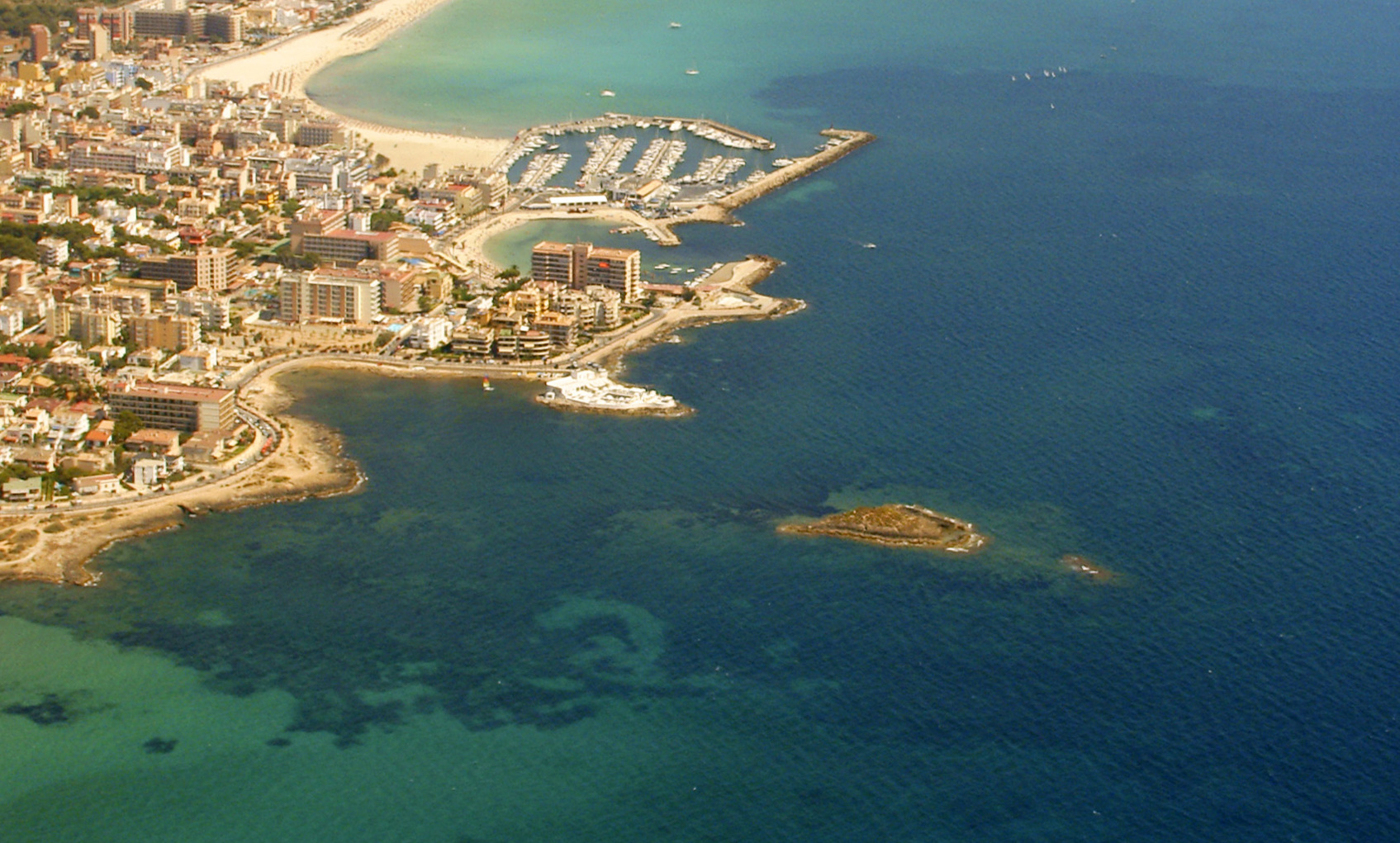
Illot de la Galera

L'Illot de la Galera (popularment de sa Galera, dit també na Galera) és un illot del litoral mallorquí situat dins de la badia de Palma, davant el Caló de Son Caios, a Can Pastilla. Té una extensió de 12.000 m2, un perímetre de 180 m i una cota màxima de 5 m. Es troba a menys de 200m de la riba mallorquina, de manera que és de bon accés en barca i nedant. L'illa constitueix un jaciment arqueològic amb restes que daten dels primers pobladors de Mallorca fins a les èpoques més recents, si bé les estructures principals són d'època talaiòtica i púnica. El jaciment fou excavat en sis campanyes entre 2012 i 2017 sota la direcció dels arqueòlegs Ramón Martín i Jorge Argüello i la restauradora Sílvia Jovani.

## Jaciment arqueològic
A l'illa hom hi documenta ocupacions de tots els períodes de la història mallorquina: s'hi han trobat escudelles i olles d'època calcolítica, una cova funerària i més fragments de ceràmica d'època naviforme, molins de mà, motles de fundició i ceràmica d'època talaiòtica i posttalaiòtica, nombroses restes i estructures púniques, diverses sepultures indígenes d'època romana i 
restes de ceràmica i vidre de tota l'edat mitjana, Edat Moderna i Edat Contemporània, de l'època islàmica i la Mallorca catalana.

### Primeres ocupacions
Del calcolític s'han documentat fragments d'escudelles incises, així com d'olles i tonells i una petita construcció de pedra oblonga. D'època naviforme hom ha trobat una cova d'enterrament amb passadís, planta redona i una fornícula a la paret. Més tard es documenten fragments de grans tonells que semblen indicar que l'illot podria haver estat un punt comercial. Ja d'època talaiòtica, hom hi va trobar un molí de mà i motles de fosa de bronze que mostren una activitat comercial, així com altres castes de material que indiquen que l'illot devia tenir també una funció sagrada.

### Ocupació púnica
Cap a l'any 300 aC arriben els púnics a la Galera, i basteixen un sistema de cisternes i canalitzacions rituals sobre l'espai sagrat i, després de la Primera Guerra Púnica, alcen un temple monumental fet de grans carreus extrets de l'illot que feia més de quatre metres d'alçada i constituïa la primera cosa que hom veia en arribar a Palma per mar. Poc més tard, abans de la Segona Guerra Púnica, el temple fou arrasat, reconstruït i ampliat els darrers anys del segle iii aC. Durant la Segona Guerra Púnica patí dues destruccions: la primera es degué a un incendi i la segona comportà que es desmuntà tota l'estructura. Al començament del segle ii aC, just després de la Segona Guerra Púnica, els ebusitans reconstruïren el temple, el qual va estar en ús fins als darrers darrers dies de l'Imperi Cartaginès. Hom hi ha documentat un enterrament en cista, ben conservat. Aquesta ocupació es relaciona amb la pràctica habitual dels fenicis d'assentar-se en illots pròxims a la costa seleccionats estratègicament per llur defensa com a pas previ a una futura colonització; en certs casos l'assentament esdevenia una gran colònia que acabava per dominar tota la zona, com és el cas de Tir, Cartago, Mòtia i Cadis, mentre que en d'altres no anava més enllà que un simple enclavament estratègic. L'assentament púnic a la Galera demostra l'interés que pogueren tenir els púnics a colonitzar Mallorca, un interés que finalment no es va materialitzar com sí que ho feu a l'illa d'Eivissa.

### Període baleàric
Caigut l'Imperi Cartaginès després de la Tercera Guerra Púnica el 146 aC, la població indígena basteix una murada i una torrassa per defensar el Caló de Son Caios, que aleshores devia funcionar com a port. Les influències púniques sobre la població baleàrica o posttalaiòtica es poden veure en l'ús de l'argamassa i de carreus ben tallats en les estructures d'aquesta època. Ja durant l'ocupació romana hom hi documenta una sèrie de cossos escampats damunt l'illot sense sepultura aparent. Sembla que l'ocupació s'abandonà després d'un incendi durant el segle I.

### Períodes posteriors
Després d'aquestes ocupacions d'època antiga l'illa no comptaria amb cap mena d'assentament formal, si bé probablement la sovintejaren tant en època islàmica com després de la conquesta. Hom troba ceràmica islàmica i ceràmica medieval. La presència s'intensifica cap a les acaballes del segle xvii i tot el segle xviii, cosa que sembla indicar que els pescadors de la zona l'utilitzaven com a enclavament puntual. Ja del segle xx hom troba restes de munició de la Guerra Civil i fragments de granades de morter emprades en les pràctiques de tir.